# Big Boom
Big Boom (jap. ビッグバーン, Biggu Bān) in Nasu Highland Park (Nasu, Tochigi, Japan) ist eine Stahlachterbahn der Hersteller Meisho Amusement Machines und Okamoto Co., die 1987 eröffnet wurde.
Die 650 m lange Strecke erreicht eine Höhe von 38,4 m und verfügt über einen Looping.

## Zug
Big Boom besitzt einen einzelnen Zug mit sechs Wagen. In jedem Wagen können vier Personen (zwei Reihen à zwei Personen) Platz nehmen. Als Rückhaltesystem kommen Schulterbügel zum Einsatz.